# Gran Concierto por la Paz
Con el nombre de Gran Concierto por la Paz se conocieron a varios conciertos que se llevaron a cabo en distintas ciudades de Colombia y el mundo el 20 de julio de 2008, con motivo de la independencia de Colombia y la liberación de los secuestrados (propuesto después por Ingrid Betancourt y otros involucrados con el flagelo del secuestro).
Los eventos más importantes se realizaron en Bogotá, con una gran marcha (no programada inicialmente, pero que se fusionó con el concierto), igual que en otras ciudades del mundo entre las que destacan París (no teniendo que ver directamente con el evento) y Nueva York. 
En París se realizó un concierto con Juanes y Miguel Bosé, al lado de Ingrid Betancurt. En Leticia (Colombia) se realizó otro concierto a cargo de Shakira y Carlos Vives. También estuvieron presentes los presidentes de Colombia (Álvaro Uribe), Brasil (Luis Ignacio Lula DaSilva) y Perú (Alan García). En el resto del mundo, los conciertos fueron con artistas locales.

## Desarrollo del concierto
El Gran Concierto Nacional fue una iniciativa de la Presidencia de la República y el Ministerio de Cultura, con el objetivo de resignificar la conmemoración de nuestro Grito de Independencia, de fortalecer el sentido de pertenencia al proyecto colectivo de nación y de dar reconocimiento a la diversidad de prácticas musicales de las regiones del país. Se llevó a cabo esta celebración mediante un acto simbólico de encuentro alrededor de la música, que en su primera versión tuvo lugar el 20 de julio de 2008 de manera simultánea en espacios públicos representativos de la mayor cantidad de municipios del país y de ciudades extranjeras donde residan colonias significativas de colombianos.
Al Gran Concierto Nacional fueron invitados de manera incluyente figuras consagradas, maestros sabedores, jóvenes intérpretes, y de manera especial agrupaciones vinculadas a los procesos desarrollados por el PNMC, Plan Nacional de Música para la Convivencia, Batuta y las redes escuela de música de ciudades o municipios, mostrando de esta manera la riqueza y vitalidad de nuestras músicas y generando un espacio de convergencia de la pluralidad.

### Objetivos específicos del concierto
- Promover una movilización nacional, alrededor de la música para la celebración de la fiesta patria del 20 de julio.
- Proyectar ante todos los colombianos y el mundo la imagen de una Colombia positiva, creativa, cohesionada y amante de la cultura y la paz.
- Promover la integración de las instituciones y las comunidades en torno a la música para fortalecer los procesos de participación social y diálogo cultural.
- Fortalecer la gestión de los organismos institucionales y comunitarios del sector cultural.
- Estimular los avances del PNMC y su sostenibilidad y proyección como política pública.
- Fortalecer la integración de la política cultural como factor de desarrollo social.
- Articular la actividad musical a la celebración del Bicentenario.

## Ciudades y Municipios de celebración

### A nivel nacional
En la capital del Amazonas, Leticia, se realizaron manifestaciones y ceremonias con grandes personalidades, entre las que figuran los presidentes Álvaro Uribe, Ignacio Lula y Alan García, y los cantantes Shakira y Carlos Vives, además del ministro de defensa Juan Manuel Santos. Comenzó con una ceremonia a cargo de las bandas de guerra de Colombia, Perú y Brasil. Continuó con una versión a cappella del Himno Nacional de Colombia a cargo de Shakira y luego marchas en la ciudad. Más tarde en el Estadio José Maria Hernández se realizó un concierto que comenzó con una versión del Himno de Colombia en lengua tikuna, y continuó con Carlos Vives cantando sus canciones, entre las que destacó "La Gota Fría" al lado de Shakira, con fragméntos de La tortura. Esta última continuó con sus éxitos "Tú" y "No". Continuaron los artistas locales.
También se destaca la participación en la ciudad de Bogotá, Cali, Medellín y Barranquilla donde, junto a la marcha, participaron la mayoría de los artistas más importantes como en el caso de Bogotá que se presentó en dos escenarios simultáneos.

### A nivel Internacional
En la capital francesa (París), se realizaron marchas y conciertos pidiendo la liberación de los secuestrados y conmemorando la independencia de Colombia. El gran concierto en el Trocadero de París, se abrió con Juanes interpretando las canciones "Bandera de Manos", "A Dios le pido", "Me Enamora" y "La Camisa Negra". Continuó Miguel Bosé con las canciones "Si tú no vuelves" y "Nada Particular" con Juanes. El concierto contó también con la presencia de Ingrid Betancourt y sus hijos Melanie y Lorenzo Delloye. Continuó y terminó con canciones de artistas franceses.
También hubo manifestaciones y conciertos de colombianos residentes y no colombianos en los siguientes países: Venezuela, Uruguay, Roma (Italia), Reino Unido, Perú, Paraguay, Panamá (Colón y Ciudad de Panamá), Estados Unidos (Orlando-Florida y Nueva York), Costa Rica, España, China, Argentina, Bolivia Y Austria

## Artistas
El Gran Concierto Nacional contó con la participación de alrededor de 11 000 artistas y bandas colombianos representantes de toda nuestra alegría y folclore. Contó con lo más selecto de la música colombiana. Algunos de los artistas que participaron este día fueron: 
| - Ancestros (influenciada por géneros como el jazz, el rock y los ritmos folclóricos de la región pacífica de Colombia y del mundo) - Andrés Cepeda - Aterciopelados (rock, electrónica y música popular latinoamericana) - Cabas - Carlos Vives - Checo Acosta (cumbia y vallenato) - Cielo Roto (música andina) - Colectro (rock alternativo) - Doctor Krápula | - Ensamble Sinsonte (música llanera) - Laura Lambuley (música llanera) - Etelvina Maldonado (música folclórica) - Jorge Velosa y los Carrangueros (música popular) - José Antonio Torres - Gualajo (música típica) - Pedro Bernal Méndez (música folclórica) - Primero Mi Tía (música folclórica) - Providencia (reggae) - Shakira - Swing Latino (grupo de bailarines profesionales) - Toño Barrio (salsa) - Totó la Momposina, entre otros. |

- Datos: Q5884288